# Палеоиндианци
Палеоиндианци е условно наименование на първите хора, заселили американския континент в края на последната ледникова епоха (в рамките на плейстоценския или кватернерския цикъл от ледникови периоди, в Европа – Висленското заледяване (по името на река Висла), в Северна Америка – Уисконсинското заледяване). Процесът на заселване на Америка е обект на дебат и изследване. Префиксът „палео“ - (παλαιός) от гръцки се превежда като древен или античен; съответно самите палеоиндианци са определени като хора, живели в западното полукълбо по време на палеолита.
Учените предполагат, че основна причина за миграцията, станала през съществуващия в периода на последния ледников максимум сухоземен Берингов провлак, е ловът на големи животни. Така, между 22 000 и 17 600 година преди н.е., малки групи ловци-събиратели от Азия пресичат Берингия и стъпват на Аляска. Между 15 000 и 13 000 г. преди н.е. започва топенето на ледената покривка в Аляска и се образува коридор по крайбрежието на Тихия океан, позволяващ на хората да мигрират на юг. Хората се придвижват пеша или с примитивни лодки по крайбрежието. Досега учените не са установили точните дати на заселването и маршрутите на движение, но най-новите данни от археологията и палеогенетиката показват, че миграцията на юг може да е станала на две вълни, по 2 коридора между Кордилерския леден щит и Лаврентийския (по името на река Св. Лаврентий) ледени щитове: крайбрежния тихоокеански коридор, който се е отворил преди приблизително 17 хил. години (15 хил. години пр.н.е.),  и коридора Маккензи – преди 13,5 хил. години години (11,5 хил. години преди н.е.)
Основни доказателства за човешко присъствие в Западното полукълбо са каменни сечива, копия и кремъчни стъргалки, както и останки от дървени въглища, открити при разкопките. С тяхна помощ археолози и антрополози се стремят да изучат културата и произхода на древните индианци. Генетичните изследвания показват, че всички индиански народи са произлезли от една вълна̀ „заселници“ от източноазиатски произход от Южен Сибир, наброяваща не повече от 5000 души, дошли в Аляска преди 24 до 19,6 хил. години. Първата миграционна вълна̀ от Аляска на юг по тихоокеанския крайбрежен коридор започва преди не по-рано от 17 хил. години, а преди 14,6 хил. години и двете Америки вече са населени. По-късно, вече в историческо време, преди около 1000 години, от северен Сибир мигрират в Аляска предците на инуитите и ескимосите, които са усвоили методите за строеж на лодки за лов на морски животни и са населили арктическите брегове на Северна Америка и Гренландия.

### Книги
- Fagan, Brian M. Das frühe Nordamerika — Archäologie eines Kontinents.   München, C. H. Beck, 1993. ISBN 3-406-37245-7.

- Haberland, Wolfgang. Amerikanische Archäologie.   Darmstadt, Wissenschaftliche Buchgesellschaft, 1991. ISBN 3-534-07839-X.

### Статии
- David G., Anderson и др. – 01_65_1  Paleoindian Colonization of the Americas: Implications from an Examination of Physiography, Demography, and Artifact Distribution //  American Antiquity (Cambridge University Press).   с. 43 – 66.